# Sessionslaget
Sessionslaget er et af de syv lag i OSI-modellen.
Sessionslaget holder styr på hvis tur det er til at sende og om forbindelsen er åben eller ej.
| Telekommunikation | Spire Denne artikel om telekommunikation er en spire som bør udbygges. Du er velkommen til at hjælpe Wikipedia ved at udvide den. |